# Jamie Browne (football)
Jamie Browne, né le 3 juillet 1989 à Basseterre (Saint-Christophe-et-Niévès), est un footballeur international insulaire des Îles Vierges des États-Unis, qui évolue au poste de milieu de terrain ou d'attaquant au sein du club de l'Unique FC.

## Biographie

### Carrière en sélection
Browne fait sa première apparition en équipe nationale, le 27 septembre 2006, à l'âge de 17 ans.
Browne marque son premier but professionnel international contre l'équipe d'Antigua-et-Barbuda lors des éliminatoires de la Coupe du monde 2014. Browne marque ensuite contre la Barbade lors des éliminatoires de la Coupe du monde 2018.

## Statistiques

### Buts internationaux
| Buts internationaux de Jamie Browne | Buts internationaux de Jamie Browne | Buts internationaux de Jamie Browne                      | Buts internationaux de Jamie Browne | Buts internationaux de Jamie Browne | Buts internationaux de Jamie Browne | Buts internationaux de Jamie Browne      | Buts internationaux de Jamie Browne |
|                                     | Date                                | Lieu                                                     | Adversaire                          | Score                               | Résultat                            | Compétition                              |                                     |
| ----------------------------------- | ----------------------------------- | -------------------------------------------------------- | ----------------------------------- | ----------------------------------- | ----------------------------------- | ---------------------------------------- | ----------------------------------- |
| 1.                                  | 6 septembre 2011                    | Paul E. Joseph Stadium, Frederiksted, Antigua-et-Barbuda | Antigua-et-Barbuda                  | 1 - 3                               | 1 - 8                               | Éliminatoires de la Coupe du monde 2014. |                                     |
| 2.                                  | 22 mars 2015                        | Stade national de la Barbade, Bridgetown, Barbade        | Barbade                             | 1 - 0                               | 1 - 0                               | Éliminatoires de la Coupe du monde 2018. |                                     |